# 艮塔 (高州)
艮塔，位于中国广东省茂名市高州市城区北关街，为茂名市高州市的一个市、县级文物保护单位，类型为古建筑，公布时间为1998年2月12日。
艮塔的历史年代为清代。